# Allophylastrum frutescens
Allophylastrum frutescens ist die einzige Art der monotypischen Pflanzengattung Allophylastrum  in der Unterfamilie der Sapindoideae innerhalb der Familie der Seifenbaumgewächse (Sapindaceae). Sie kommt im nördlichen Südamerika vor.

## Beschreibung

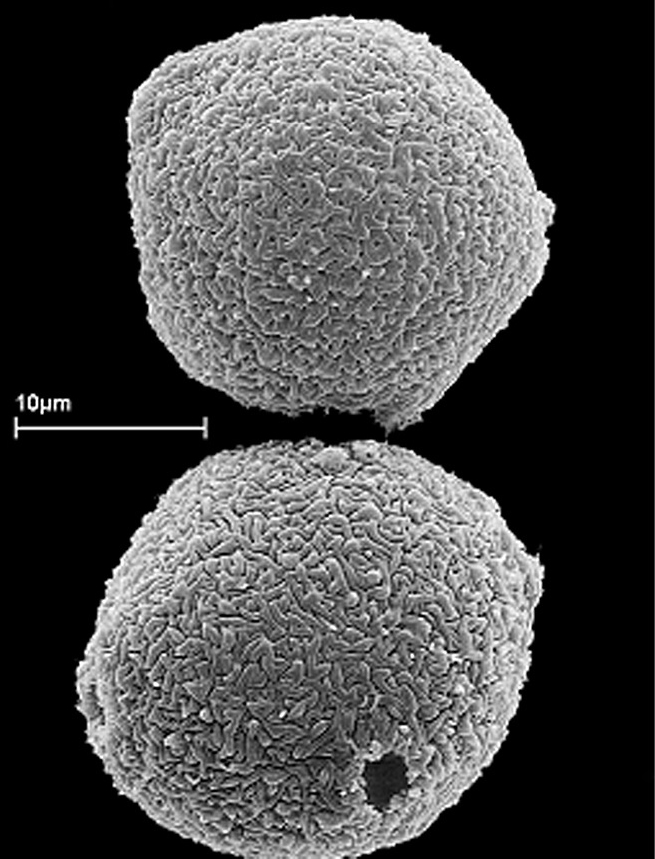
Rasterelektronenmikroskopaufnahme der Pollen

### Vegetative Merkmale
Allophylastrum frutescens wächst als verholzender Strauch oder kleiner Baum, welcher Wuchshöhen von bis zu 7 Metern erreichen kann. Die braune Rinde der stielrunden Zweige ist unbehaart und weist länglich geformte sowie gräulich gefärbte Lentizellen auf.
Die dreifach gefiederten, wechselständig angeordneten Laubblätter stehen an einem 1,6 bis 4,5 Zentimeter langen, fein flaumig behaarten und an der Oberseite flach rinnigen Blattstiel. Die papierartigen Fiederblättchen werden 6 bis 10,8 Zentimeter lang und 1,3 bis 3,4 Zentimeter breit und haben eine keilförmige über stumpfe und spitze bis ungleichmäßig geformte Basis sowie ein spitzes bis spitz zulaufendes oberes Ende. Die Blattränder sind gesägt. Nebenblätter fehlen.

### Blütenstände und Blüten
Die achselständigen Blüten stehen einzeln oder in einem 1 bis 2 Zentimeter langen, traubigen Blütenstand zusammen.
Die eingeschlechtigen und radiärsymmetrischen stehen an einem 0,8 bis 1 Zentimeter langen und ungegliederten Blütenstiel. Die vier flaumig behaarten Kelchblätter sind bei einer Länge von rund 0,2 Zentimetern verkehrt-eiförmig mit abgerundeter Spitze und stehen in zwei Reihen. Die Kronblätter fehlen komplett. Der becherförmige Diskus ist unbehaart und hat einen mehr oder weniger ausgefransten Rand. Je Blüte werden fünf bis sechs Staubblätter gebildet. Die an ihrer Basis miteinander verwachsenen Staubfäden sind an unbehaart und werden 0,4 bis 0,5 Zentimeter lang. Der zweikammerige Fruchtknoten weist je eine einzelne Samenanlage je Kammer auf. Die annähernd kugeligen bis vier- oder fünfeckigen Pollen haben eine runzelige Oberfläche und werden 24,57 bis 31,96 Mikrometer lang sowie 21,86 bis 28,10 Mikrometer breit. Sie haben vier bis fünf Porenöffnungen, womit Allophylastrum frutescens der erste bekannte Vertreter der Seifenbaumgewächse ist, der fünfporige Pollen bildet.

### Früchte und Samen
Die Spaltfrüchte bestehen aus ein oder zwei an der Basis miteinander verwachsenen Teilfrüchte. Das rote Exokarp ist dünn und fleischig während das Endokarp mehr oder weniger holzig ist. Die Samen sind bei einer Länge von etwa 1 Zentimeter verkehrt-eiförmig geformt und haben eine papierartige Samenschale. Ein Arillus fehlt.

## Verbreitung und Vorkommen
Das natürliche Verbreitungsgebiet von Allophylastrum frutescens liegt im nördlichen Südamerika, wobei die genaue Verbreitung nicht bekannt ist. Es gibt Vorkommen unweit der im brasilianischen Bundesstaat Roraima gelegenen Stadt Boa Vista sowie in Guyana.
Allophylastrum frutescens wächst in Terra-Firme-Wäldern.

## Systematik
Die Erstbeschreibung als Allophylastrum frutescens erfolgte 2011 durch Pedro Acevedo-Rodríguez in PhytoKeys, Nummer 5, Seite 40. Während seiner Arbeit an der Familie Sapindoideae entdeckte Acevedo-Rodríguez mehrere Herbarbelege einer neuen Art, welche Vertretern der Gattung Allophylus ähnelte, sich aber durch die Morphologie der Blüten und Blütenstände stark von diesen unterschied. Acevedo-Rodríguez stellte diese neue Art deshalb in die ebenfalls von ihm neu beschrieben Gattung Allophylastrum, welche er als Schwestergruppe zu Allophylus ansieht.